# 瓦斯科河

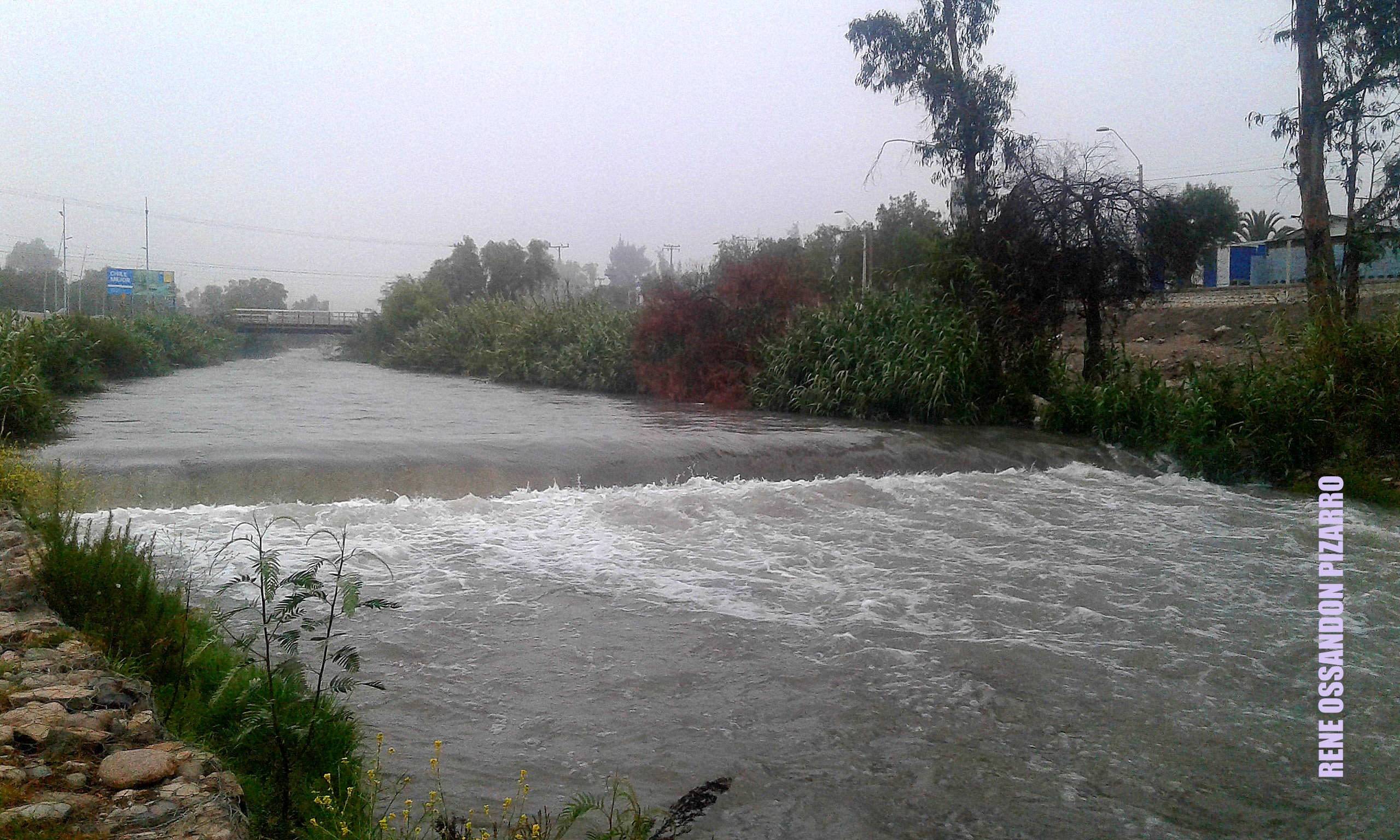
瓦斯科河

瓦斯科河（西班牙語：Río Huasco）是智利的河流，位於該國北部，由瓦斯科省負責管轄，河道全長88公里，集水區面積9,850平方公里，最終注入太平洋，河畔城鎮有巴耶納爾、弗雷里納和瓦斯科。

## 外部連結
- Cuenca del Río Huasco, Dirección General de Aguas, Ministerio de Obras Públicas, Gobierno de Chile

28°26′02″S 71°12′11″W / 28.43389°S 71.20306°W